# Brodina
Brodina è un comune della Romania di 3 654 abitanti, ubicato nel distretto di Suceava, nella regione storica della Bucovina.
Il comune è formato dall'unione di 10 villaggi: Brodina, Brodina de Jos, Cununschi, Dubiusca, Ehrește, Falcău, Norocu, Paltin, Sadău, Zalomestra.